# پرستار متخصص

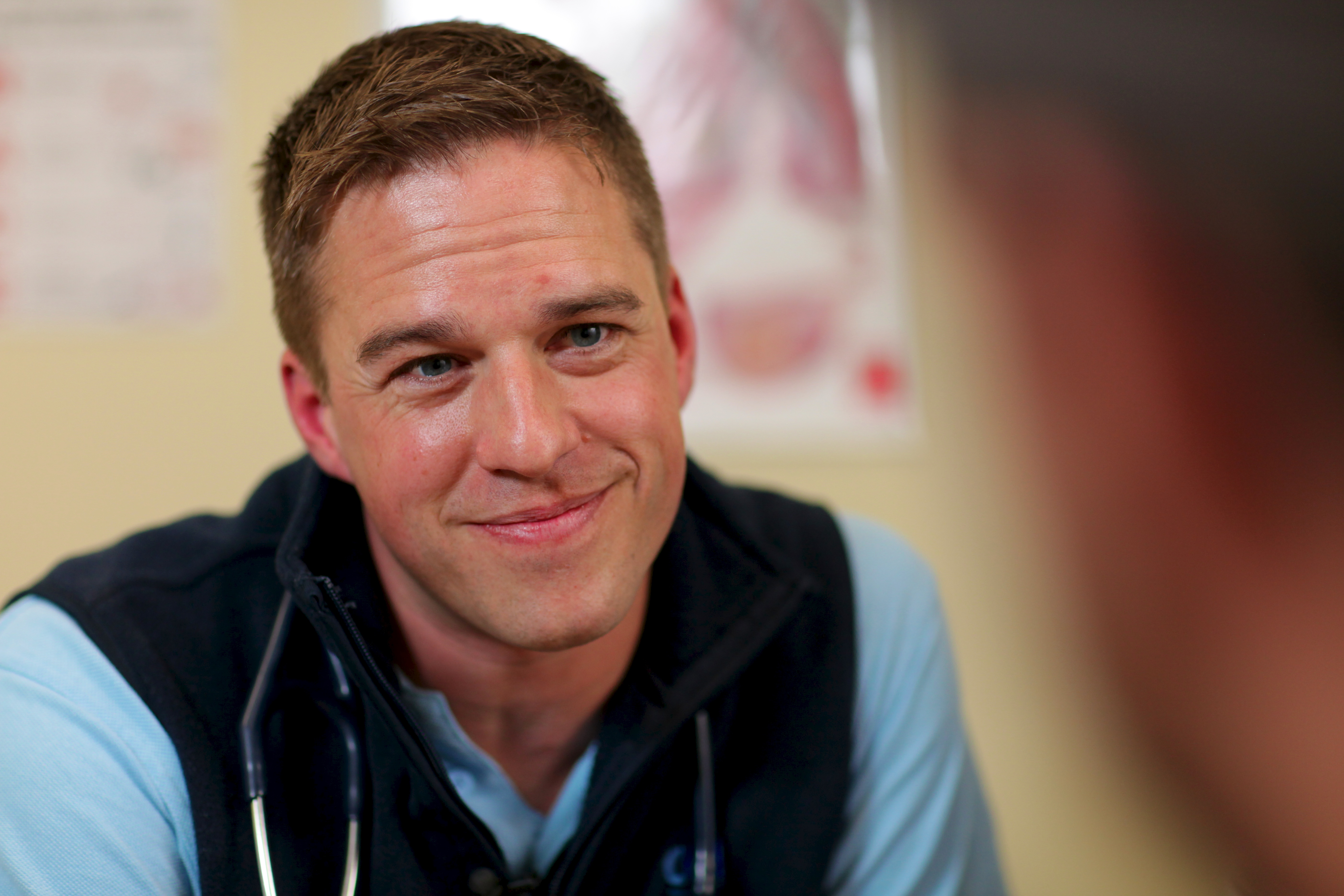
یک پرستار عمومی در حال ارائه خدمات درمانی در بیمارستان کانبرا

پرستار متخصص (انگلیسی: Nurse practitioner) یک ارائه کننده مراقبت‌های پیشرفته پرستاری است که برای حفظ و ارتقای سلامت مردم، از طریق تشخیص و درمان بیماری‌های حاد و مزمن، تحصیل کرده و آموزش دیده است. بر طبق تعریف شورای بین‌المللی پرستاران یک پرستار متخصص «پرستاری رسمی است که دانش تخصصی را کسب کرده است و مهارت‌های تصمیم‌گیری و صلاحیت‌های بالینی را، برای ارائهٔ خدمات پرستاری به طور جامع، فرا گرفته است و با توجه به قوانین کشور محل خدمت در حال ارائهٔ خدمات است». داشتن مدرک ارشد پرستاری برای ورود به این تخصص توصیه شده است.

## حوزهٔ کاری
در بعضی ایالات آمریکا پرستار متخصص می‌تواند به طور مستقل از پزشک کار کند در حالی که در برخی ایالات وجود پزشک برای کار کردن مستقل یک پرستار متخصص الزامی است. بیش از ۹۷ درصد پرستاران متخصص اجازهٔ تجویز دارو در ۵۰ ایالت آمریکا را دارند.
قوانین مربوط به وظایف یک پرستار متخصص به صورت تفکیکی برای هر ایالت آمده است.

## نقش‌های یک پرستار متخصص[۹]
- تشخیص پزشکی، درمان، ارزیابی و مدیریت طیف گسترده‌ای از بیماری‌های حاد و مزمن
- گرفتن تاریخچه بیمار و انجام معاینات فیزیکی
- درخواست تست‌های تشخیصی (تست‌های آزمایشگاهی، نوار قلب، X-Ray و ...)
- درخواست فیزیوتراپی، کار درمانی و دیگر درمان‌های توانبخشی
- تجویز دارو برای بیماری‌های حاد و مزمن (میزان این اختیارات بستگی به قوانین ایالتی دارد)[۸]
- فراهم کردن مراقبت‌های دوران بارداری و خدمات تنظیم خانواده
- غربال‌گری و واکسیناسیون کودکان
- ارائه خدمات مراقبت‌های اولیه و تخصصی و خدمات حفظ سلامت بزرگسالان مانند انجام آزمایش‌های فیزیکی به طور سالیانه
- ارائهٔ مراقبت برای بیماران بستری در بخش‌های ویژه
- انجام یا کمک در اعمال جراحی جزئی (بیوپسی پوست، بخیه زدن  و ...)
- مشاوره و آموزش بیماران در مورد مهارت‌های مراقبت از خود و رفتارهای سلامتی در هماهنگی با دیگر اعضای تیم درمان

## حقوق سالانه
بر اساس گزارش U.S. News & World Report این حرفه در لیست ۱۰۰ شغل برتر سال ۲۰۱۶، رتبهٔ ۶ را به خود اختصاص داد.
حقوق پرستاران متخصص در ایالت‌های مختلف آمریکا متفاوت است و بالاترین دریافتی مربوط به ایالت نیویورک است با ۱۱۵ هزار دلار. اما میانه دریافتی این متخصصین ۹۵ هزار دلار در سال برآورد شده است.